# Rhipicephalus praetextatus
Rhipicephalus praetextatus är en fästingart som beskrevs av Carl Eduard Adolph Gerstäcker 1873. Rhipicephalus praetextatus ingår i släktet Rhipicephalus och familjen hårda fästingar. Inga underarter finns listade i Catalogue of Life.